# Hinteri Egg
Die Hinteri Egg ist ein Berg im Schweizer Jura mit einer Höhe von 1168 m ü. M.
Er ist die höchste Erhebung im Kanton Basel-Landschaft. Im Jahr 2008 wurde dieser Umstand mit einer Inschrift markiert.
Der Berg liegt in der Gemeinde Waldenburg zwischen dem Waldenburgertal und dem Tal von Reigoldswil. Der Bergübergang zum Passwang südlich des Berggasthauses Hintere Wasserfallen befindet sich gut siebenhundert Meter südwestlich vom Gipfel. Die Einsattelung zum südöstlich gelegenen Bilsteinberg (1126 m) liegt westlich vom Hof Kellenberg auf ungefähr 988 m. Das Bergareal liegt im basellandschaftlichen Naturschutzgebiet «Wasserfallen», Reigoldswil und Waldenburg.
Nur knapp zweihundert Meter südlich davon liegt der Vorgipfel Chellenchöpfli (1157 m), über den die Kantonsgrenze zwischen dem Baselland und dem Kanton Solothurn verläuft. Während die Gipfelzone der Hinteren Egg bewaldet ist, bietet das Chellenchöpfli eine weite Aussicht über das südlich davon liegende Guldental und zu den Alpen.
Der Höhenzug Hinteri Egg-Passwang ist mit einem Netz von Wanderwegen gut erschlossen.